# ورزشگاه بنادر
ورزشگاه بنادر (به عربی: ملعب بنادر) یک ورزشگاه در سومالی است که در موگادیشو واقع شده‌است.